# Alkestis
Alkestis je v grški mitologiji žena tesalskega kralja Admeta, ki je šla prostovoljno v smrt namesto moža. Zaradi tega ji je boginja podzemlja Perzefona vrnila življenje.